# Пришибский сельский совет (Шишацкий район)
Пришибский сельский совет (укр. Пришибська сільська рада) — входит в состав
Шишацкого района Полтавской области Украины.
Административный центр сельского совета находится в селе Пришиб.

## Населённые пункты совета
- с. Пришиб
- с. Гнатенки
- с. Горишнее
- с. Коляды
- с. Криворучки
- с. Переводчиково